# Ursula Dronke
Ursula Miriam Dronke (née Brown le 3 novembre 1920 et morte le 8 mars 2012,) est une médiéviste et une lectrice Vigfússon en vieux norrois à l'université d'Oxford, membre émérite du Linacre College. Elle a également enseigné à l'université Louis-et-Maximilien de Munich et à la Faculté des langues modernes et médiévales de l'université de Cambridge.

## Biographie
Née à Sunderland et élevée à Newcastle upon Tyne, où son père était maître de conférences à l'université de Newcastle, Ursula Brown a commencé ses études de premier cycle à l'université de Tours en 1939, retournant en Angleterre et s'inscrivant au Somerville College, université d'Oxford, après le déclenchement de la guerre. Elle a ensuite travaillé pour le Board of Trade jusqu'en 1946, quand elle est revenue à Somerville en tant qu'étudiante diplômée en vieux norrois et à partir de 1950, elle devient boursière et tutrice en anglais, Sa thèse en littérature sur une édition de Þorgils et Hafliða de la saga Sturlunga fut publiée par JRR Tolkien et Alistair Campbell en juillet 1949 et forma la base d'une monographie, Þorgils Saga ok Hafliða, publiée en 1952.
En 1960, Brown épouse son camarade médiéviste Peter Dronke et déménage avec lui à l'université de Cambridge,. Ils ont collaboré à plusieurs reprises et ont donné conjointement la conférence commémorative HM Chadwick en 1997 au département anglo-saxon, nordique et celtique.
Au début des années 1970, Ursula Dronke était professeure et directrice par intérim des études du vieux norrois à l'université de Munich. En 1976, elle a été élue Vigfússon Reader en littérature et antiquités islandaises anciennes à Oxford, et y est devenue chercheuse au Linacre College. Elle a pris sa retraite et est devenue lectrice émérite et membre émérite en 1988. Elle a pu obtenir une dotation de la famille Rausing de Suède pour soutenir le lectorat Vigfússon à perpétuité.
L'édition de Dronke de l'Edda poétique avec traduction et commentaire (trois volumes publiés sur quatre projetés) a été saluée pour son érudition, sa perspicacité et ses interprétations habiles et poétiques,. La série "a complètement dominé les études eddaïques dans le monde entier, avec la sophistication de ses analyses littéraires et l'immense étendue des connaissances de base apportées à la poésie", et en particulier, sa traduction de " Völuspá " "l'a restaurée comme une œuvre d'art". Ses essais, Myth and Fiction in Early Norse Lands (1996), relient un large éventail de sujets littéraires et mythologiques scandinaves à l'héritage indo-européen et à la pensée médiévale européenne, et "[démontrent] l'enthousiasme palpable d'un bon savant et prof". En 1980, elle a donné la Dorothea Coke Memorial Lecture pour la Viking Society for Northern Research, et elle a été co-rédactrice en chef du festschrift pour Gabriel Turville-Petre.

## Sélection de publications
- (sous le nom d'Ursula Brown). Þorgils Saga ok Hafliða. Oxford English Monographs 3. London: Oxford, 1952.
- The Poetic Edda Volume I Heroic Poems. Edited with translation, introduction and commentary. Oxford: Clarendon/Oxford University, 1969.
- The Poetic Edda Volume II Mythological Poems. Edited with translation, introduction and commentary. Oxford: Clarendon/Oxford University, 1997.  (ISBN 0-19-811181-9)
- The Poetic Edda Volume III Mythological Poems II. Edited with translation, introduction and commentary. Oxford: Clarendon/Oxford University, 2011.  (ISBN 0-19-811182-7)